# Anolis gemmosus
Espèce
Synonymes
- Dactyloa gemmosus (O'Shaughnessy, 1875)
- Anolis andianus Boulenger, 1885

Statut de conservation UICN

 LC  : Préoccupation mineure
Anolis gemmosus est une espèce de sauriens de la famille des Dactyloidae. 

## Répartition
Cette espèce se rencontre en Équateur et dans le département de Nariño en Colombie.

## Publication originale
- O'Shaughnessy, 1875 : List and revision of the species of Anolidae in the British Museum collection, with descriptions of new species. Annals and Magazine of Natural History, ser. 4, vol. 15, p. 270-281 (texte intégral).